# Uunartoq
Uunartoq – mała wyspa na Grenlandii w pobliżu osady Alluitsup Paa, ok. 40 mil na południe od Qaqortoq. Jest znana z gorących źródeł, których temperatura waha się w granicach 34-38°C.
W pobliżu znajdują się ruiny osady z przełomu XVIII i XIX wieku oraz lokalny ośrodek turystyczny.